# Ауреліо Андреаццолі
Ауреліо Андреаццолі (італ. Aurelio Andreazzoli; нар. 5 листопада 1953, Масса) — італійський футбольний тренер.

## Кар'єра тренера
Розпочав тренерську кар'єру 1985 року, очоливши тренерський штаб клубу «Орріоне», де пропрацював з 1985 по 1986 рік. Згодом працював ще з низкою аматорських команд, доки 1991 року не був призначений тренером команди дублерів клубу «Луккезе-Лібертас».
Протягом 1990-х та на початку 2000-х працював здебільшого з нижчоліговими командами, за виключенням 1996—1998 років, коли під його керівництвом тренувалася молодіжна команда «Фіорентини».
2003 року став помічником Лучано Спаллетті, головного тренера команди «Удінезе». За два роки Спалетті очолив тренерський штаб «Роми», взявши із собою до Рима зокрема й Андреаццолі. Ауреліо залишив «Рому» разом зі Спалетті у 2009 році. Проте вже у 2011 році був знову запрошений до тренерського штабу «вовків», був асистентом головного тренера у тренерських штабах Вінченцо Монтелли, Луїса Енріке та Зденека Земана.
Земан залишив «Рому» на початку 2013 року, і 2 лютого Андреаццолі було призначено виконувачем обов'язків головного тренера команди до кінця сезону 2012/13. Під його керівництвом «вовки» почали з домашньої перемоги 1:0 над фаворитом сезону «Ювентусом» і загалом провели другу частину сезону на пристойному рівні, зазнавши лише 4 поразок при 9 перемогах в усіх турнірах за 17 матчів. Тож призначений влітку 2013 року новий головний тренер команди Руді Гарсія залишив Ауреліо у своєму штабі. Згодом з початку 2016 той працював на тій же посаді вже знову під керівництвом Лучано Спаллетті.
Наприкінці 2017 року отримав можливість повернутися до самостійної тренерської кар'єри, прийнявши пропозицію очолити команду «Емполі» з Серії B. Під його керівництвом команда стала переможцем другого дивізіону і здобула право виступів в Серії A. Утім старт команди в елітному дивізіоні не виправдав очікувань керівництва клубу і 5 листопада 2018 року тренера було звільнено. Утім завершувало сезон 2018/19 «Емполі» з тим же тренером, з яким його й починала, адже справи у Джузеппе Якіні, наступника Андреаццолі на посаді, складалися не краще, і у березні 2019 головним тренером «Емполі» замість нього було призначеного все того ж Андреаццолі. Він керував командою у 10 заключних турах чемпіонату, утім врятувати її від повернення до другого дивізіону не зумів.
14 червня 2019 року прийняв керівництво командою «Дженоа», уклавши з клубом дворічний тренерський контракт. Утім був звільнений вже 22 жовтня того ж року після поразки 1:5 від «Парми». На той момент провів на чолі «Дженоа» вісім матчів у першості Італії, в яких здобув лише п'ять очок (одна перемога і дві нічиї).
21 червня 2021 року удруге був запрошений очолити тренерський штаб «Емполі», яка саме учергове здобула право виступів в елітній  Серії A. Під його керівництвом команда посіла 14-те місце, зберігши прописку у найвищому дивізіоні. Попри це 1 червня 2022 року клуб оголосив, що не продовжує співпрацю зі спеціалістом.